# Triumph (motorfiets)
Triumph is een Brits merk van motorfietsen.

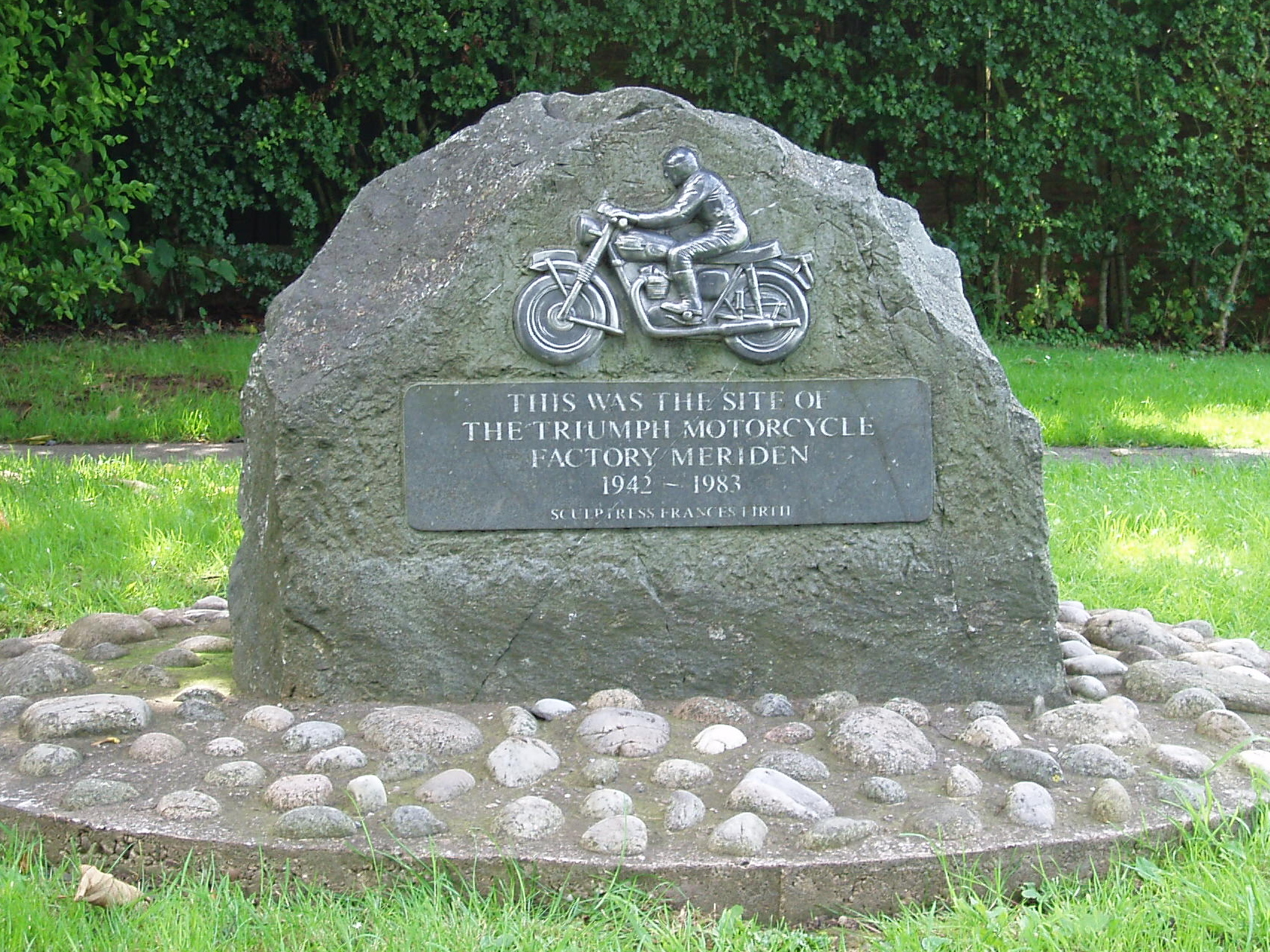

De bedrijfsnamen waren achtereenvolgens: S. Bettmann & Co., Triumph Cycle Co., New Triumph Co. Ltd., Triumph Engineering Co. Ltd., Coventry, NVT motorcycles, Norton Triumph International Ltd., Norton Triumph Europe Ltd., Andover, NVT Motorcycles Ltd., Shenstone, The Meriden Motorcycle Co-Operative Meriden, Triumph Motorcycles (Meriden) Ltd, Racing Spares, New Abbot, Devon en Triumph Motorcycles Ltd., Hinkley.

## Geschiedenis

### Jaren tachtig 19e eeuw

#### Triumph Cycle Co.
Siegfried Bettmann (1863-1951) emigreerde in 1885 van Neurenberg naar het Verenigd Koninkrijk. In 1886 begon hij in Londen fietsen onder de naam "Triumph" te verkopen in zijn eigen bedrijf, dat aanvankelijk S. Bettmann & Co. heette, maar nog in hetzelfde jaar veranderde de naam in "Triumph Cycle Company". In 1887 werd de naam opnieuw veranderd in "New Triumph Co. Ltd.", The Dunlop Pneumatic Tyre Co. was een grote investeerder en Moritz Schulte, eveneens geboren in Neurenberg, werd de compagnon van Bettmann. Het bedrijf importeerde nu ook naaimachines uit Duitsland. Onder impuls van Schulte ging men zelf fietsen produceren. In 1888 werd voor dat doel een fabriek in Coventry gekocht. De eerste echte "Triumph" fietsen werden in 1889 geproduceerd.

### Jaren negentig

#### Deutsche Triumph Fahrradwerke AG
In 1896 werd ook een fietsfabriek geopend in de geboorteplaats van Bettmann en Schulte, Neurenberg. Dit bedrijf heette toen nog "Deutsche Triumph Fahrradwerke AG". Het produceerde fietsen, schrijfmachines en motorfietsen. In 1929 maakte het zich los van het moederbedrijf. In de jaren vijftig werd de schrijfmachineproductie het belangrijkste, en in 1957 werd het bedrijf verkocht en samengevoegd met Adler in de Triumph-Adler AG.
In 1898 werd het besluit genomen in de Britse vestiging naast fietsen ook motorfietsen te gaan produceren.

### Jaren nul
In 1902 begon men motorfietsen te bouwen. In eerste instantie werden inbouwmotoren van toeleveranciers (Fafnir, JAP en vooral Minerva) gebruikt, in 1905 werd een eigen 3 pk eencilinder ontwikkeld. Vanaf 1903 werden ook in de Duitse fabriek motorfietsen geproduceerd, waarbij in plaats van de JAP motoren Peugeot motoren werden gebruikt. De eerste Triumph motorfietsen waren nog gebouwd naar ontwerpen van andere fabrikanten, en waren in feite verstevigde fietsframes waar een motor in was gehangen. Vanaf 1905 ging men zelf motorfietsen ontwerpen en bouwen. In 1907 werd een grotere fabriek geopend.

#### Gloria
In de oude fabriek werden vanaf dat moment motorfietsen onder de merknaam Gloria geproduceerd. Dit waren goedkopere motorfietsen. Gloria had een eigen directie, maar was waarschijnlijk eigendom van Triumph. Triumph zou in de jaren dertig opnieuw goedkope modellen onder deze naam gaan produceren.

#### Orial
Om verwarring tussen het Duitse en het Engels Triumph te voorkomen werden de Duitse machines de eerste jaren onder de naam "Orial" geproduceerd, maar na protesten van het Franse bedrijf Orial werden deze machines van de merknaam TWN voorzien. In 1908 en 1909 maakte het Britse Triumph 474cc eencilinders.

### Jaren tien
Van 1910 tot 1913 werd het 500cc-model Roadster geproduceerd. Dit model had nog geen versnellingen, maar wel een naafkoppeling en werd bekend als het "free engine model", omdat de motor van het achterwiel losgekoppeld kon worden. In die tijd was dat een belangrijke vernieuwing: de motor sloeg nu niet meer elke keer af als er gestopt werd een hoefde ook niet steeds aangefietst te worden. In 1913 en 1914 werd het Model C gebouwd, een 500cc eencilinder met drie naafversnellingen van Sturmey-Archer.

#### Eerste Wereldoorlog
Tot aan het begin van de Eerste Wereldoorlog verliep de verkoop van motorfietsen al voorspoedig, maar door de productie van meer dan 30.000 motorfietsen voor de geallieerden werd deze enorm opgevoerd. Vooral het 550cc Model H was populair. Deze machine werd ook wel "de eerste moderne motorfiets" genoemd. Hij had een moderne versnellingsbak van het merk Sturmey-Archer en kreeg de bijnaam "Trusty Triumph".

#### Triumph Detroit
In de Verenigde Staten werden Triumph fietsen in licentie geproduceerd. Triumph Mfg Co. uit Detroit was een Amerikaans zusterbedrijfje van het Engelse Triumph dat alleen in 1912 voornamelijk 548 cc eencilinder-zijkleppers bouwde.

### Jaren twintig

#### Triumph auto's en Triumph Ricardo
Na de oorlog ontstond er onenigheid tussen de compagnons, omdat Schulte de rijwielproductie wilde vervangen door de productie van auto's. Schulte verliet daarop het bedrijf, maar desondanks kocht Bettmann de autofabriek Hillman op. Vanaf 1923 werd onder de naam Triumph Motor Company een Sedan gebouwd. Harry Ricardo en Frank Halford ontwikkelden een nieuw kopklepmotorblok met vier kleppen voor de Triumph motorfietsen die vanaf 1921 op de markt kwamen. Deze 500cc-motoren (Modellen R en P) werden bekend als "Triumph Ricardo". Halverwege de jaren twintig was Triumph een van de leidende Britse auto- en motormerken, met een jaarproductie van meer dan 30.000 voertuigen per jaar. De eerste eigen auto's, de Super Seven en Super Eight verschenen eind jaren twintig.

### Jaren dertig
| De Triumph NT 500 cc uit 1933 was een ontwerp van Val Page |
| Triumph model 5-2 (500 cc) uit 1935                        |

#### Verkoop TWN
Na de Grote Depressie van 1929 ging het erg slecht met het bedrijf. Triumph verkocht de Duitse tak, die verderging als afzonderlijk bedrijf en later zou samengaan met het merk Adler. Onder de naam TWN ging men in Neurenberg tot 1957 eigen motorfietsen maken.
De eerste Triumph-paralleltwin werd in 1932 door Val Page ontwikkeld, de 650cc Triumph 6/1. Deze machine werd niet bijzonder populair, maar kwam in 1950 in gewijzigde vorm op de markt als BSA A10.

#### Verkoop fietsenproductie
In 1932 werd de fietsenproductie overgedaan aan Raleigh. Siegfried Bettmann werd gedwongen zijn voorzitterszetel van de Raad van Bestuur op te geven en ging in 1933 met pensioen. In 1933 bestond het merk Triumph uit twee bedrijven die de auto- en de motorfietstak vormden.

#### Overname door Ariel
In 1936 nam Jack Sangster de motorfietstak van Triumph over. Sangster was al eigenaar van het merk Ariel. Hij benoemde zijn Ariel-topconstructeur Edward Turner tot algemeen directeur van de Triumph Engineering Company. Val Page was vier maanden eerder vertrokken naar BSA en Turner haalde constructeur Bert Hopwood als zijn assistent naar de Triumph-fabriek. Ted Crabtree (motorcoureur en ook afkomstig van Ariel) werd hoofd-inkoper en motorcoureur Freddie Clarke werd hoofd van de researchafdeling. Turner herzag de 250-, 350- en 500 cc Triumph-modellen. Zo ontstonden de sportmodellen Tiger 70, Tiger 80 en Tiger 90. Ze werden voorzien van enkele wiegframes, ingebouwde stoterstangen, gepolijste carters, verchroomde tanks en nieuwe kleurenschema's.

#### Geboorte van de Speed Twin
In 1938 bouwde Turner samen met Hopwood de beroemde 5T "Speed Twin". Turner behield ook het goede van de ontwerpen van Val Page: boring en slag van de 500 cc Speed Twins waren gelijk aan de oudere 250 cc eencilinders. De 5T bleek erg succesvol en werd de basis voor alle Triumph-blokken tot in de jaren tachtig. Het eerste model leverde 27 pk, woog 166 kg en had een topsnelheid van 145 km/uur. In 1938 verscheen de eerste Triumph die "a ton" (100 mijl per uur) kon halen, de 500cc Tiger T100. Deze was kleiner en lichter dan de Tiger 90. Volgens sommigen was het motorontwerp afgeleid van de Riley Nine-auto, waarvoor Turner de motor ontworpen had.

#### Verkoop van de autoproductie
De autoproductie van de Triumph Motor Company, die nooit erg succesvol was geweest, werd in 1939 verkocht aan de Standard Motor Company.

### Jaren veertig
| Triumph GP 500 racer uit 1947                                                                                               |
| Triumph 6T Thunderbird uit 1950                                                                                             |
| Van deze 500 cc Triumph Grand Prix productieracer werden er vanaf 1948 ongeveer 250 geproduceerd. Dit exemplaar is uit 1951 |

#### Tweede Wereldoorlog
In de eerste maanden van de Tweede Wereldoorlog werden er nog motorfietsen geproduceerd in Coventry. Tijdens het Bombardement op Coventry op 14 november 1940 ging de fabriek verloren, maar machines en gereedschappen konden grotendeels worden gered. In 1942 werd de productie opgestart in de nieuwe fabriek in Meriden. In 1941 had Turners ontwerp met een zeer beperkte vorm van achtervering, de "Sprung Hub", in productie moeten gaan. Dit was een om de achternaaf gewikkelde bladveer die enkele centimeters veerweg toeliet, zonder demping. Door het uitbreken van de Tweede Wereldoorlog duurde het tot 1946 voordat dit veersysteem op seriemodellen werd geïntroduceerd. In 1942 ontwierp Turner een generator met een volledig aluminium tweecilinder paralleltwin voor het Ministerie van Luchtvaart (Air Ministry). Nadat Edward Turner rond die tijd onenigheid kreeg met Jack Sangster verliet hij Triumph en werd chef-ontwerper bij BSA. Bert Hopwood verving Turner als ontwerper bij Triumph en werkte in opdracht van Jack Sangster aan een 500 cc zijklepper voor het leger. Zijn ontwerp was in 1943 klaar, maar kwam nooit in productie. (Echter maakte Triumph wel twee andere modellen die daadwerkelijk gebruikt werden door het leger: Triumph 3SW en Triumph 3HW.) Later (in 1948) werd dit de Triumph TRW, die door het Britse leger werd aangeschaft. Al in 1943 keerde Turner weer terug naar Triumph, waar hij een project van Hopwood, een 50 pk 700 cc viercilinder lijnmotor, stopte. In 1944 was Turner weer algemeen directeur. In 1945 verschenen de Speed Twin, de Tiger 100 (nu mét de Sprung Hub) en de 350 cc 3T. De machines hadden nu door Turner ontwikkelde telescoopvorken die door Freddie Clarke verbeterd waren. Door de Britse terugbetalingen van de Leen- en pachtwet moest ca. 70% van de productie van Triumph motorfietsen naar de Verenigde Staten verscheept worden.

#### Triumph T100GP
Privérijders hadden kort na de oorlog aluminium cilinders uit oude oorlogsvoorraden op hun Tiger 100 machines gemonteerd en wonnen daar wedstrijden mee. Daarmee inspireerden ze het merk tot de bouw van een fabrieksracer voor Ernie Lyons. De machine was door Freddie Clarke gebouwd. Hij gebruikte hiervoor de aluminium 500cc generator die Turner voor de luchtmacht had ontwikkeld. Als achterveer was de Sprung hub toegepast. Lyons won er de Senior klasse van de Manx Grand Prix van 1946 mee. Turner, op reis in de Verenigde Staten, werd woedend toen hij hiervan hoorde. Hij was strikt tegen racen. Desalniettemin organiseerde hij een etentje voor Lyons en gaf toestemming voor de productie en verkoop van een kleine serie T100GP-replica's die in 1948 op de markt kwamen. Toen de restvoorraden aluminium cilinders in 1950 op waren, eindigde de productie weer. In de Verenigde Staten bleef de vraag naar deze machines echter groot, waardoor men de cilinders weer ging produceren.
Bert Hopwood schreef deze versie over de T100GP in zijn boek: "Whatever happened to the British Motorcycle Industry?". Volgens Ernie Lyons, in een gesprek met schrijver Brian Woolley, wist Turner alles van het race-project af en had hij Freddie Clarke zelfs de vrije hand gegeven...

#### Triumph TR5 Trophy Twin
De 499cc TR5 Trophy Twin werd ook in 1948 gepresenteerd en ook de motor van dit model was afgeleid van de aluminium generator. Deze enduromotor had één carburateur en had een lagere compressieverhouding dan de racemotor. Groot-Brittannië won er in 1948 de International Six Days Enduro mee.

#### Triumph 6T Thunderbird
Op 20 september 1949 werd de Triumph 6T 650 cc Thunderbird gepresenteerd. De motor was ontworpen door Turner en doorontwikkeld door Jack Wickes. De presentatie was bijzonder: drie Thunderbirds reden 500 mijl met een gemiddelde snelheid van 145 km/uur op het circuit van Montlhéry. De machine was gebaseerd op de 5T, maar tot 650 cc vergroot om aan de wens van de Amerikaanse exportmarkt te voldoen. Belangrijk verkoopargument was dat deze motor "a ton" (100 mijl per uur) kon halen. De Thunderbird werd ook een populaire machine voor politiekorpsen.

### Jaren vijftig
In 1950 kondigde Turner een "low-chrome policy" af. Triumph motorfietsen kregen geen verchroomde tanks meer, tot de T140LE Bonneville Royal Wedding Edition, ter gelegenheid van het huwelijk van Prins Charles met Diana Spencer in 1981. Turner verklaarde in 1950 dat 650 cc de limiet voor een 360° twin was. De T100GP ging in dit jaar uit productie.

#### Triumph Maryland
Turner was betrokken bij de vestiging van de Triumph Corporation in Maryland. De Verenigde Staten waren intussen de beste klant van Triumph geworden. In de jaren vijftig werd 75% van alle Triumph motorfietsen geëxporteerd naar de Verenigde Staten.

#### Overname door BSA
In 1951 verkocht Jack Sangster het merk Triumph aan BSA, nadat hij dat in 1939 al met zijn merk Ariel had gedaan. Sangster nam zitting in de raad van bestuur, terwijl Turners rechten bij Triumph hem 10% van de verkoop opleverden. In hetzelfde jaar werd een racekit voor de Tiger 100 geïntroduceerd, en de eerste Triumphs met een duozadel verschenen.

#### Blokmotoren
Al deze jaren had Triumph motorfietsen met een aparte, losse versnellingsbak geproduceerd. In 1953 werd de eerste unit construction (blokmotor, een motor met geïntegreerde versnellingsbak) uitgebracht: de T15 Terrier, een 150 cc eencilinder viertaktmodel met een licht voorover hellende cilinder. Turner reed ter demonstratie met deze Terrier samen met zijn mede-directeuren Bob Fearon en Alex Masters van Land's End (het meest Zuidwestelijke puntje van Engeland) naar John o' Groats (het meest Noordoostelijke puntje van Schotland), een afstand van ca. 1.400 km. De Terrier was net als de Thunderbird door Turner bedacht maar door Jack Wickes doorontwikkeld. Wickes zorgde ook voor de vlotte lijnen in het model, waardoor een bijzonder mooi motorfietsje was ontstaan. De (sportievere) 200 cc-versie (de Triumph Tiger Cub) verscheen in 1954. De racekit voor de Tiger 100 ging uit de handel, maar de T100C kreeg deze kit standaard mee. Deze sportmotor kreeg - alleen in 1954 - twee carburateurs. Overigens behielden de tweecilindermodellen nog enkele jaren hun "pre unit" motoren met aparte versnellingsbak.

#### Triumph T110 Tiger
Tot 1954 had Triumph de 650 cc Thunderbird als hun toermodel beschouwd, terwijl de Tiger 100 het sportmodel was. In 1954 veranderde dat: de 650 cc T 110 Tiger kreeg een swingarm-achtervork en verving de T 100 als sportmotor.

#### Triumph 3TA "Twenty One"
De 350 cc 3TA uit 1957 (in Nederland bekend als de militaire motorfiets die tot 1981 werd gebruikt) was de eerste tweecilinder blokmotor van Triumph. De machine werd ook wel als "Twenty One" aangeduid. De cilinderinhoud kwam overeen met 21 kubieke inches, maar de Triumph Engineering Co ltd. bestond in 1957 ook 21 jaar.

#### Triumph T120 Bonneville
In 1958 werd de T110 voorzien van twee carburateurs. Testrijder Percy Tait haalde met deze machine een topsnelheid van 120 mijl per uur (193 km/uur). Vandaar "T120". De naam "Bonneville" werd gekozen omdat Johnny Allen in 1956 op de Bonneville-zoutvlakte met een gestroomlijnde Triumph een topsnelheid van 345 km/uur had bereikt. Het record werd door de FIM niet erkend, maar zorgde toch voor de nodige publiciteit. Dit was de laatste motorfiets die onder Turner werd ontwikkeld, maar hij was niet tevreden met het ontwerp. Hij was nog steeds niet gecharmeerd van hoog vermogende motorfietsen en races. Regelmatig liet hij weten dat deze machine het merk regelrecht naar het bankroet zou leiden. De Triumphs waren echter bijzonder sterk vertegenwoordigd op de Amerikaanse markt. Dat dwong Harley-Davidson tot het ontwikkelen van een lichtere, snellere motorfiets. Dit resulteerde in de Harley-Davidson Sportster, die echter op sportief gebied niet kon tippen aan de Bonneville. Toch werd de Sportster heel populair, en hij heeft de Bonneville ruim overleefd.

### Jaren zestig
| De Triumph Bonneville is nog steeds een gewilde machine. Dit is een 650 cc T 120 uit 1965 |
| De 200 cc Tiger Cub werd gepresenteerd in 1954, maar dit exemplaar is van 1966            |

#### Triumph scooters
Turner had in 1958 een scooter ontworpen: de Triumph Tigress, die ook als BSA Sunbeam verkocht werd. Deze was leverbaar met een eencilinder 175cc tweetaktmotor óf een tweecilinder 250cc viertaktmotor. Binnen het bedrijf was er enige weerstand tegen de productie van scooters, omdat die het mannelijke en sportieve imago van het merk zouden aantasten. Toch maakte Turner in 1963 een tweede scooter, de Triumph Tina, die later "T10" zou gaan heten. Deze had een door Turner zelf ontwikkelde 100 cc tweetaktmotor met automatische transmissie en een klein mandje aan het stuur.
In 1960 bracht Turner een bezoek aan de Japanse fabrieken van Honda, Suzuki en Yamaha, en schrok hevig van de omvang van de Japanse productie. Vanaf het modeljaar 1960 kregen de 650cc-modellen een dubbel wiegframe, omdat op de sterke Bonnevilles soms framebreuk voorkwam, maar vanaf 1963, toen de overgang naar unit construction modellen compleet was, waren weer enkele wiegframes toegepast. In 1961 groeide de druk op Turner om af te treden. Bert Hopwood verliet Associated Motor Cycles en aanvaardde het aanbod van Turner om als algemeen directeur aan te treden. Rond deze tijd kreeg Hopwood het idee om een driecilinder te gaan ontwikkelen. Ingenieur Doug Hele maakte de eerste tekeningen. De directie zette het ontwerp echter in de kast. In 1962 werden de laatste pre unit-modellen gemaakt.
In de jaren zestig ging 60% van de Triumph productie en 80% van de BSA productie naar de Verenigde Staten. Triumph kon niet aan de grote vraag voldoen, en in 1967 was de export gemaximaliseerd. In 1969 waren 50% van de motorfietsen boven 500cc in Amerika van het merk Triumph. Op zich was deze populariteit in Amerika een goede zaak voor de BSA groep, maar de Europese en met name de Britse markt werd erg vatbaar voor de Japanse merken. De Britten hadden ook verzuimd technologische ontwikkelingen door te voeren. Men concurreerde met Harley-Davidson, dat in zijn ontwikkeling ook stil stond. De motorfietsen van beide merken ontbeerden startmotoren, gebruikten nog stoterstangenmotoren en trilden overmatig. Bij de Britten was olielekkage normaal omdat de carters verticaal deelbaar waren en er oude mallen gebruikt werden die niet meer goed op elkaar aansloten. Honda produceerde inmiddels zeer moderne en sportieve motorfietsen met bovenliggende nokkenassen en startmotoren, zoals de CB 450 "Black Bomber". Met steun van de Japanse overheid werden deze ook nog veel goedkoper geleverd dan de Europese motorfietsen. Triumph motorfietsen waren al verouderd als ze van de band liepen. Bovendien was het hele productieproces verouderd en arbeidsintensief. Tot 1968 waande men zich voor wat betreft de zware motorfietsen echter veilig: Japan produceerde alleen lichte motorfietsen. Aan het begin van de jaren zeventig besloot de Amerikaanse regering dat alle motorfietsen de bediening op de Japanse manier moesten hebben, dus de schakeling van de versnellingsbak aan de linkerkant en het rempedaal aan de rechterkant. Hierdoor moesten de Britten alle modellen voor de Amerikaanse markt achteraf ombouwen.

#### Triumph Trident en BSA Rocket 3
De BSA-groep had nog een enorme kans gemist toen in 1969 de Honda CB 750 viercilinder op de markt was gekomen. Na een afloop van een bestuursvergadering in 1968 had een deelnemer terloops opgemerkt: "They're building a four cilinder, you know". De vergadering werd meteen hervat, en Hopwoods plannen voor een 750 cc driecilinder kwamen uit de kast. Deze werd in twee versies in productie genomen: de Triumph Trident en de BSA Rocket 3. Deze werden echter veel te duur geproduceerd (de Triumphs hadden rechtop staande cilinders, de BSA cilinders helden licht naar voren, waardoor er gescheiden productielijnen voor de motorblokken nodig waren), maar ze misten ook de betrouwbaarheid en de snelheid van de Honda.

### Jaren zeventig

#### Triumph Bandit en BSA Fury
In 1970 was de BSA-groep een noodlijdend bedrijf geworden. Turner was gepensioneerd, maar kon het niet laten: hij ontwierp een 350 cc DOHC tweecilinder met twee carburateurs en vijf versnellingen. De machine werd door Bert Hopwood en Doug Hele verfijnd en werd als Triumph Bandit gepresenteerd. Een licht gewijzigde versie heette BSA Fury. Deze machines hadden Triumph en BSA een kans op de markt voor lichte motorfietsen moeten geven, als tegenwicht voor bijvoorbeeld de Honda CB 350, de Yamaha YR5, de Suzuki T350, de Kawasaki 350 Mach II, maar ook de Europese concurrenten Aermacchi, Ducati en Moto Morini. Er werd een enorme mediacampagne gevoerd, de modellen waren al in de brochures opgenomen, maar de slechte financiële situatie stond productie ervan niet toe. Er bestaan nog wel prototypes van deze machines. Het is niet in te schatten of de keuze voor de Bandit en de Fury het bedrijf had kunnen redden, maar de driecilinders konden het niet.
De Tiger en Bonneville modellen werden in 1970 gemoderniseerd, maar kwamen te laat om de klanten nog terug te winnen. Over de hele wereld ontstond hier en daar weerstand tegen de opkomst van de Japanse motorfietsen, maar erg sterk was die niet. Echte Anglofielen waren geïnteresseerd in de Rocket 3 en de Trident, en zelfs in de tweecilinders, maar daar kon de schoorsteen niet van roken. In 1971 leed de BSA groep een verlies van £ 8.500.000, waarvan £ 3.000.000 voor rekening van BSA kwam.

#### Norton-Villiers-Triumph
Eind 1972 begon de samenvoeging met Norton-Villiers, en korte tijd bouwde de BSA groep de laatste versie van de Norton B50 Manx eencilinder. De Britse regering stelde samen met Dennis Poore, eigenaar van Manganese Bronze Holdings en daarmee ook van Norton-Villiers, een reddingsplan voor het zieltogende bedrijf op. Met een staatsinvestering nam Poore ook de BSA groep over, waardoor Norton-Villiers-Triumph ontstond, met de Britse regering als aandeelhouder. De meeste in het verleden aangekochte bedrijfsonderdelen werden in het kader van dit plan weer afgestoten. Manganese Bronze hield nog een bedrijf aan de deal over: Carbodies, een bedrijf dat carrosserieën voor de beroemde Londense taxi's maakte en ook binnen de BSA groep viel. De Britse taxi's zouden de meest winstgevende tak van Manganese Bronze worden. De naam BSA kwam in de naam niet meer voor. Dat was begrijpelijk, want ondanks het feit dat Triumph als sinds 1951 eigendom was van BSA, waren Triumph motorfietsen veel populairder dan BSA's. Een tweecilinder Triumph Bonneville was nog het best te verkopen, naast de Norton Commando.

#### The Meriden Motorcycle Co-Operative
| De Triumph Bonneville T140E had gietwielen en een startmotor en werd in 1981 geïntroduceerd |

Het reddingsplan van de Britse regering faalde jammerlijk. De Conservatieve regering, die Dennis Poore had overgehaald de BSA groep over te nemen, werd vervangen door een Labour regering. Dennis Poore maakte bekend dat de Triumph fabriek in Meriden in februari 1974 zou sluiten. 3.000 Van de 4.500 werknemers zouden ontslagen worden. De resterende productie zou worden overgeplaatst naar de BSA fabriek in Small Heath (Birmingham). Dat zette kwaad bloed onder de Triumph werknemers. Voor hen was BSA geen zusterbedrijf, maar een concurrent. Bovendien waren Triumph motorfietsen overal veel populairder dan BSA's. Ze bezetten de Triumph fabriek in Meriden als protest tegen de verplaatsing van de Triumph productie. Deze bezetting liep uit op een twee jaar durende sit-in. Na het ineenstorten van de BSA groep in 1977 kocht de werknemers-coöperatie met politieke steun van de Labour minister Tony Benn de merknaam en de productiemiddelen en men ging Triumph tweecilinders produceren. Het merk Triumph bleef daardoor een aantal jaren bestaan als het "Meriden Motorcycle Co-Operative" en "Triumph Motorcycles (Meriden) Ltd.". Deze coöperatie maakte 750cc Triumph Bonnevilles en Tigers. Men maakte een goede start met de T140J Bonneville Silver Jubilee en in 1978 was Triumph alweer de best verkopende Europese motorfiets in de Verenigde Staten. De bestaande modellen werden gemoderniseerd: De machines werden aangepast aan de strenger wordende milieu eisen, de Triumph T140D Bonneville Special kreeg gietwielen en de T140E Bonneville kreeg als eerste Triumph een startmotor. De Bonneville Executive was een echte toermotor en kreeg een kleine toerkuip en een Krauser kofferset. Desondanks had het bedrijf in 1980 een schuld van £ 2.000.000 opgebouwd, boven op de lening van £ 5.000.000. In oktober 1980 schold de nieuwe Conservatieve regering £ 8.400.000 kwijt, maar er bleef een schuld van £ 2.000.000 aan het Export Credits Guarantee Department staan. In de laatste jaren bracht men toch nog nieuwe modellen uit: de allroad TR7T Tiger Trail en de low-budget TR65 Thunderbird. Maar de zaken gingen steeds slechter. De Britse economie maakte een recessie door, en het sterke Pond Sterling maakte de machines duur voor de Amerikaanse markt, die nog steeds het grootste afzetgebied was. In 1981 bracht men ter gelegenheid van het huwelijk van Prins Charles en Diana Spencer een verzamelobject uit: de Triumph Royal Wedding T140LE Bonneville. In 1981 en 1982 werd het bedrijf nog even gered door grote opdrachten voor politiemotoren voor Nigeria en Ghana. Men probeerde mee te liften in de custom-rage met de Triumph T140TSX en maakte zelfs nog een model met acht kleppen: de T140WTSS. Door de levering van poreuze cilinderkoppen door een toeleverancier werd dit geen succes. Als laatste redmiddelen werd een vloeistofgekoeld tweecilinder prototype gebouwd om investeerders aan te trekken en men probeerde zelfs het noodlijdende merk Hesketh over te nemen. Als proef werd zelfs een Hesketh van een Triumph logo voorzien. Het mocht allemaal niet meer baten; Triumph Motorcycles (Meriden) Ltd. ging op 23 augustus 1983 failliet.

### Jaren tachtig

#### L F Harris International Ltd. (Racing Spares)
Omdat vrijwel alle Britse motorfietsmerken waren samengevoegd in NVT, was het faillissement van Triumph praktisch het einde van de Britse motorindustrie. De naam BSA was al in 1976 verkocht, maar toen werden er al lang geen BSA's meer geproduceerd. Het merk Triumph overleefde doordat John Bloor de merknaam kocht. Hij verleende Les Harris en zijn bedrijf L F Harris International Ltd (ook bekend als "Racing Spares") de licentie om uit restpartijen van onderdelen Triumph motorfietsen te blijven produceren tot hij zelf Triumph Motorcycles Ltd opstartte en geheel nieuwe modellen ging produceren. Harris zette het bedrijf op samen met Triumph constructeur Brian Jones. Maar de producten van Harris en Jones werden kwalitatief steeds slechter. Klanten waren zo ontevreden dat ze soms de dealers oversloegen en rechtstreeks verhaal gingen halen bij de fabriek. In sommige gevallen waren na enkele duizenden kilometers al complete revisies nodig. Maar desondanks overbrugden Harris en Jones met een zeer lage productie van ongeveer 14 exemplaren per week de periode tussen het "oude" en het "nieuwe" Triumph, waardoor het merk officieel is blijven bestaan sinds 1902. In de Verenigde Staten konden de Triumphs door problemen met de aansprakelijkheidsverzekering niet geïmporteerd worden.

### Jaren negentig

#### Triumph Motorcycles Ltd
| De Triumph Trophy 900 uit 1991 was nog erg "Japans". Later zou Triumph qua design hogere ogen gooien. |
| Triumph Thunderbird 900 (vanaf 1994)                                                                  |
| Deze spectaculaire 2300 cc driecilinder, de Rocket III, werd in 2004 gepresenteerd                    |

John Bloor kocht de merkrechten van Triumph in 1983, maar besefte dat de bestaande modellen niet meer konden concurreren met de Japanners. Daarom stond hij Racing Spares toe het merk nog enige jaren "drijvende" te houden. Bloor huurde verschillende ontwerpers van de "oude" BSA groep in om aan nieuwe modellen te gaan werken. Het team bracht een bezoek aan Japan om de Japanse productiemethoden te bekijken, met name de computergestuurde productielijnen. In 1985 werden de eerste machines aangeschaft en begon het werk aan de eerste prototypes. Het eerste motorblok was in 1987 klaar. In 1988 liet Bloor een fabriek van 40.000 m² bouwen in Hinkley. Hij investeerde tussen £ 70.000.000 en £ 100.000.000 in het bedrijf, in de hoop in het jaar 2000 quitte te spelen. In 1991 bracht hij zes nieuwe modellen uit, die om de kosten laag te houden gebouwd waren volgens het modulaire bouwsysteem. Het waren drie- en viercilinders van 750-, 900, 1000- en 1200 cc die voor een deel voorzien werden van de 'oude' Triumph-benamingen Trident, Thunderbird, Trophy en Tiger. De modulaire bouw ging erg ver. Er werd slechts één type ruggengraat frame gebruikt, en één maat cilinders: gecombineerd met een korte slag (250cc) exemplaren voor de 750 cc driecilinders en 1000cc viercilinders, gecomineerd met een lange slag (300cc) exemplaren voor 900cc driecilinders en 1200cc viercilinders. Het idee voor deze modulebouw was begin jaren zeventig bedacht door Bert Hopwood, weliswaar in luchtgekoelde versies, terwijl de nieuwe Triumphs vloeistofkoeling hadden. In de volgende jaren werden de machines doorontwikkeld, waarbij de nadruk op de driecilinders kwam te liggen en de oorspronkelijke zware viercilinders zelfs helemaal verdwenen. Triumph werd een van de leidende merken op het gebied van design. In 1999 kwam er een 600 cc viercilinder, de TT 600. In 2001 verscheen een ouderwetse, op de 750 Bonneville geïnspireerde luchtgekoelde 800 cc tweecilinder en in 2004 de Rocket III 2300 driecilinder.

### Jaren nul

##### Bedrijfsbrand
Op 15 maart 2002, terwijl de voorbereidingen voor het 100e jaarfeest als motorfietsproducent al liepen, werd de hoofdfabriek vernield door een brand. Het grootste deel van de productiecapaciteit ging hierbij verloren. De fabriek werd echter snel herbouwd en in september 2002 werd de productie hervat.
In 2003 werd een fabriek in Thailand geopend door prins Andrew.
In de jaren die volgden werden de tweecilinders vergroot naar 865cc. Het waren zonder uitzondering retro bikes met moderne techniek, zoals balansassen en brandstofinjectie. De brandstofinjectie was "verstopt" in twee namaak carburateurs om de retro-look te behouden.
De populaire 600cc middleclass supersports klasse werd vanaf 2000 bediend door de TT 600 viercilinder, die in 2002 Daytona 600 ging heten. De machine werd in 2005 door een langere slag op 650cc gebracht. Daarmee was deelname aan de Supersport wegraces echter uitgesloten. Vanaf 2006 kwam er een nieuwe 675cc driecilinder (Daytona 675), die vanwege de drie cilinders meer cilinderinhoud mocht hebben en daardoor wel mocht deelnemen.
In 2008 kondigde Triumph een uitbreiding van de productie in Thailand tot meer dan 130.000 motorfietsen per jaar aan.
In 2009 kwam een zware tweecilinder, de Triumph Thunderbird 1600, op de markt. Dit was na de Rocket III de tweede zware custom van het merk. Beide zijn echter buitenbeentjes in het customsegment, dat bijna helemaal bestaat uit V-twins. De Rocket II met zijn langsgeplaatste driecilinder lijnmotor en de Thunderbird met een dwarsgeplaatste paralleltwin. Ook de Triumph Rocket III verscheen op de markt.

### Jaren tien
In 2011 kwam men met de Triumph Tiger 800 en de Tiger 800 XC. Deze modellen met vloeistofgekoelde driecilindermotoren moeten de concurrentie aan gaan in de populaire 650- en 800cc allroad klasse, met name tegen de BMW F 650 GS en de F 800 GS. In 2012 verscheen een zeer zware allroad, de 1200 cc Tiger Explorer. Dit was de eerste Triumph met cardanaandrijving en bedoeld als concurrent voor de BMW R 1200 GS Adventure.

### Jaren twintig
Triumph maakte in 2021 bekend bezig te zijn met de ontwikkeling van een motorcrossmodel, met de bedoeling om vanaf 2024 uit te komen in het wereldkampioenschap in de MX2-klasse, en vanaf 2025 ook in de MXGP-klasse. Met onder meer de ondersteuning van Ricky Carmichael en Iván Cervantes en met de hulp van testpiloten Clément Desalle en Ivan Tedesco wil Triumph de ontwikkeling van hun offroad-machines alle kracht bij zetten.

## Trivia

### Triumphs in films
- De Triumph 6T Thunderbird werd door Marlon Brando bereden in de cultfilm The Wild One uit 1953. Dit was de privé-motorfiets van Brando zelf.
- In The Great Escape uit 1964 gebruikt Steve McQueen een "Duitse" motorfiets. In werkelijkheid was dit een Triumph TR6 Trophy. McQueen was een enthousiaste en tamelijk succesvolle auto- en motorcoureur. In 1964 maakte hij deel uit van het Amerikaanse team dat deelnam aan de International Six Days Enduro. Ook in deze wedstrijd maakte hij gebruik van een TR6 Trophy.
- In An Officer and a Gentleman uit 1982 gebruikt Richard Gere een Triumph T140E Bonneville.
- In Mission: Impossible II uit 2000 rijdt Ethan Hunt (Tom Cruise) op een Triumph Speed Triple terwijl hij wordt achtervolgd door Sean Ambrose (Dougray Scott) op een Triumph Daytona 955i.
- In Jurassic World uit 2015 rijdt Chris Pratt op een Triumph Scrambler in een aantal nachtscènes met velociraptors.

### Spot- en bijnamen
- Triumph Bonneville: Bonnie
- Triumph Daytona 1200: Street Sweeper (USA)
- Triumph Model H zijkleppers (circa 1913): Trusty Triumph
- Triumph Speed Twin 1937: Conqueror
- Triumph TR 65 Thunderbird: T-Bird
- Triumph Trident 750 racer: Slippery Sam (de motor haalde een goed resultaat na ernstige olielekkage)